# Pipenpoyse bruiloft
De Pipenpoyse bruiloft is een serie van oorspronkelijk tien schilderijen uit de eerste helft van de 17e eeuw, die de viering van het huwelijksfeest van Eraert van Pipenpoy (1576–1638) en Jel van Liauckama (1585–1650) op de Liauckama state in het Friese Sexbierum verbeeldt. Dit huwelijk had omstreeks 1616 plaats.
Deze serie is de eerstbekende 'huwelijksreportage' in Nederland, en wel van een groots Fries huwelijk dat in Nederland zijn gelijke niet zou kennen. Het werk is ook bijzonder omdat het de kleding en gebruiken uit die tijd en in de regio laat zien. Zo onderscheidt de bruidegom zich van de andere mannen door zijn buitenlandse ridderkleding. Het huwelijksmaal is voorts een goed voorbeeld van een gedekte feesttafel uit het begin van de zeventiende eeuw.
De schilderijen hingen tot aan de sloop van kasteel Liauckama in 1823 in de grote zaal en belendende ruimte aldaar. Van het zestal schilderijen die in de grote zaal hingen worden sinds 2013 twee in het Fries Museum gehouden.

## Context
Van het huwelijk van Jel van Liauckama met Eraert van Pipenpoy is een serie van tien schilderijen gemaakt, welke bekend staat als de Pipenpoyse bruiloft. Kort voor de sloop van kasteel Liauckam in 1924 bevonden zes stuks hiervan zich in de grote zaal en een viertal in een daaraan belendende vertrek van het kasteel. De schilderijen in de grote zaal waren als volgt:
- Boeren danspartij, waar het er ruw aan toegaat. Er zijn twee vioolmannen met bierkan.  Aan de ene kant staat een tafel met bier. In de hoek naast de schouw, waar in 1824 een raam zat, stond een trouwschilderij van Camminga en Pipenpoy afgebeeld.

- Boerenmaaltijd in dezelfde grote zaal, met een enkele muzikant.
- Schilderij van een andere zaal met deftig gezelschap. Het lijkt op een kerkruimte, met altaar en een priester met een kaars. Mensen staan er met hoeden op, er brand een haard en er is een hint dat het om het trouwmoment zelf gaat. De schilderij was echter moeilijk leesbaar.
- Een kerk met altaar, zes muzikanten, twee fakkeldragers, vier nonnen en statelijke optocht toezieners. Het werk was echter grotendeels slecht leesbaar.
- Het huwelijksmaal in de grote zaal. Deze schilderij was destijds bijna onleesbaar.
- Danspartij in de grote zaal, met wijntafel en vijf muzikanten.

De overige vier schilderijen van deze serie bevonden zich in het aangrenzende vertrek en waren muurschilderingen:
- Schilderij van een kamer.  Deze schilderij was nagenoeg geheel vernield.
- Maaltijd van mannen. Deze schilderij was grotendeels vernield.
- Danspartij van mannen. Deze schilderij was geschonden.
- Boerenmaaltijd. Op deze schilderij wordt bier geklonken. Er zijn geen wapens zichtbaar en er is een muzikant. Het eetgerei bestaat uit vorken met twee tanden, lepel en mes.

De schilderijen waren destijds in erbarmelijke staat. Het is mogelijk dat de schilderijen in het aangrenzende vertrek voor een deel doublures waren van die in de grote zaal. Indien er oudere afbeeldingen van deze bruiloft hebben bestaan, dan waren deze waarschijnlijk het voorbeeld geweest voor de kopiist, die in de 18e eeuw de behangselschilderingen maakte.
Voor de sloop van het kasteel zijn de overlevende schilderijen door de familie Van Grotenhuis verhuisd. In 1963 zijn ze aan het Fries Museum overgedragen.

## Beschrijving schilderijen

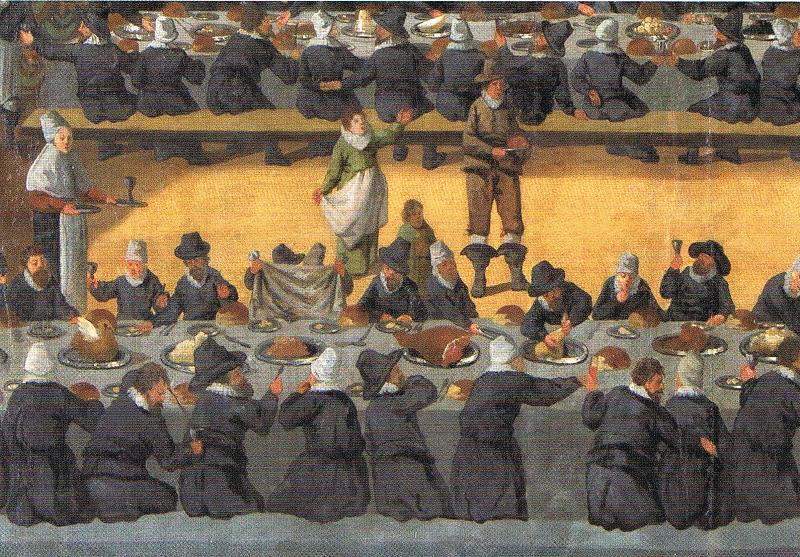
Detail uit schilderij van het huwelijksmaal

De twee te bezichtigen schilderijen tonen elk een scene in dezelfde grote zaal van kasteel Liauckama. Deze is herkenbaar is aan de zandstenen schouw geschraagd door stenen beelden. Deze beelden stellen apostelen voor, waarvan de linker Petrus is met sleutels in de hand; en rechts vermoedelijk Paulus met een schrijfveer in zijn hand.

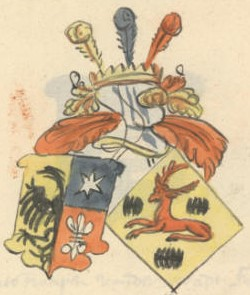
Alliantiewapens van de geslachten Liauckama en Cammingha

De achterwand wordt gevormd door drie grote ramen. Aan de muur linksachter hangt het wapen Minnema van de bruids grootmoeder Ymck van Minnema, die getrouwd was met Schelte van Liauckema. Aan de muur rechts van de ramen hangt het huwelijksbord dat twee elkaar vasthoudende handen verbeeldt en waaraan twee linten met kronen hangen. Hieronder nemen de bruid en bruidegom de gelukswensen in ontvangst. Boven de schouw hangen de alliantiewapens van de geslachten Liauckama en Cammingha, ofwel de wapens van de ouders van de bruid, namelijk Jarich van Liauckema en Sjouck van Cammingha. Links onder het balkon staat een tafel met drinkgerei.
Op het schilderij met de danspartij spelen muzikanten in de nis aan de linkerzijde. Op dansvloer zijn dansende en pratende paren in 17e-eeuwse kleding. Alle tafels zijn opzij geschoven voor de danspartij. 
In het schilderij met het huwelijksdiner zitten alle gasten in donkere kledij aan twee lange schragentafels bedekt met witte kleden. Op de tafels staat eet- en drinkgerei, en er is rondlopende bediening. Op het balkon staat een vioolspeler en het bruidspaar zit onder het huwelijksbord met hangende kronen.

## De bruid en bruidegom
De bruid in de schilderijen, Jel van Liauckama, werd in 1585 geboren als eerste kind van de heer van Liauckama state, Jarich van Liauckama en Sjouck van Cammingha (1558–1620). Ze zou in 1592 nog een zus krijgen, Trijn.
Jel trouwde dus in 1616 met Eraert van Pipenpoy, een ridder en heer van Merchten, uit een oud West-Brabants geslacht. Het echtpaar vestigde zich na de Pipenpoyse bruiloft in Merchten, aangezien Jelle's vader nog tot 1642 in de Liauckama State woonde. Ze kregen een dochter, Sophia Anna van Pipenpoy.
Toen Jel in 1638 weduwe werd, verhuisde ze met haar dochter definitief terug naar Liauckema state. Daar werd ze na de dood van haar vader de vrouwe van de state.